# Синдикализъм
Синдикализмът е практика на индустриално действие и предложен вид икономическа система в противовес на капитализма.
Предлага работниците, предприятията и организациите да бъдат систематизирани в конфедерации или синдикати. Това е „система от икономически организации, в която индустриите са собственост и се управляват от работниците“.
Неговата теория и практика е създаването на множество кооперативни производствени единици, съставени от специалисти и представители на работниците обхващащи всяка една сфера на икономическия живот.
За привържениците на синдикализма, синдикатите и обучението на работниците (виж по-долу) дават потенциална възможност за преодоляване на икономическото неравенство и управление на обществото в интерес на информираното и квалифицирано мнозинство чрез пряка демокрация. Индустрията при синдикализма се управлява чрез кооперативни конфедерации и мрежи на взаимопомощ. Местните синдикати могат да комуникират с други синдикати, с които съвместно да се грижат за производството и разпределението на стоки.
„Синдикализъм“ също се използва за означаване на политическото движение (праксис) и тактика за осъществяване на гореспоменатата социална промяна, обикновено изложена от анархо-синдикализма и Де Леонизма. Тя има за цел провеждането на обща стачка, пълен отказ на настоящите начини на производство, следвани от организация във федерации на синдикатите, като НКТ на работниците. Синдикализмът има и реформистка секция, която се бори предимно за повишение на заплатите и подобрение на условията на труд в сътрудничество с държавните институции.

## История
Произходът на синдикатите може да бъде проследен назад до 18 век във Великобритания, където бързата индустриализация и разпространението на капиталистическите отношения в обществото прогонва огромни маси от мъже, жени и деца от селските райони в големите градове.
Със западането на системата на гилдиите, към тях се присъединяват и много разорени градски занаятчии.
Това море от неквалифицирана и слабо квалифицирана работна ръка започва спонтанно да се самоорганизира в свои сдружения, които по-късно ще бъдат важна арена за развитието на синдикатите.
Тези обединения понякога се разглеждат и като наследници на гилдиите от средновековна Европа.

### Условия и предпоставки
Синдикализмът се появява и развива като отговор на разпространението на капитализма и частната собственост, които започват да доминират първо английското, а после и всички европейски общества. Затова, за да разберем правилно предпоставките за развитието на синдикализма, ние трябва да знаем условията при които се появяват капитализма, частната собственост и съвременната национална държава и последствията от тях върху широките обществени маси станали инкубатор за синдикалното движение. Накратко, условията за разпространението на капитализма са няколко. От една страна имаме политическата революция, която за сравнително кратък период успява да пробие старата аристократична система на привилегии и да овласти политически новата класа от търговци, банкери и предприемачи, забогатели от колониализма и разширението на световния пазар. Практическото изражение на това овластяване е създаването на парламентаризма, при който участието във властта вече е възможно не само според наследените аристократични привилегии, а и според имуществен ценз т.е богатите граждани се нареждат до аристокрацията в парламента, който става основна институция на новопоявилата се национална държава. Този процес е съпроводен и с технологичната революция, особено в селското стопанство, където новите машини правят възможна обработката на по-големи площи с по-малко човешки труд. Всичко това се случва в контекста на интензивен колониализъм, който разширява световните пазари и позволява специализация на производството. Така големи земеделски площи в Англия например, биват превърнати в пасища за овце (поради търсенето на вълна на световния пазар), а останалите се нуждаят от все по-малко работна ръка заради въвеждането на новите технологии.
В същото време, старите феодални отношения са разкъсани, голяма част от феодалната аристокрация е разорена и продава земите (а понякога и титлите си) на представители на описаната по-горе, новозабогатяла градска класа на търговци и банкери, наречена буржоазия (от bourg – град). Друга част от старата аристокрация загражда старите си феодални владения и ги обявява за частна собственост, като изгонва от нея голяма част от бившите крепостни, които вече не са ѝ нужни за обработката на земята с новите машини, а малкото останали селяни превръща в наемни работници. Именно тази съвкупност от събития дава началото на едно от най-големите преселения в историята на човечеството, което продължава и до днес – миграцията от селските райони към градовете. Прогонени от земята, милиони селяни се стичат в градовете – ниско квалифицирани, бедни и обезправени. Тяхната поява в градовете прави възможно зараждането на индустриалния комплекс, който се нуждае от евтина работна ръка, достатъчно бедна и обезправена за да приеме тежката работа и ужасяващите условия във фабриките. За да дисциплинират новодошлите, капиталистите се обръщат към държавата, която трябва да гарантира, че върху работниците които, за първи път, са принудени да продават труда си в една все по-конкурентна работна среда ще бъде оказан достатъчен натиск. Приет е закон за таван на максималната работна заплата, дължима на селяни. Целта на това брутално законодателство е да превърне лишените от препитание в една дисциплинирана послушна класа от наемни работници, които, за подаяния, ще предлагат труда си на капиталистите. Държавата също оказва натиск и върху просяците, чиито редици се попълват непрестанно от лишените от земя селяни и разорените занаятчии. Временните скитници са завързвани и дамгосвани с нажежени железа, а постоянно бездомните са екзекутирани.

### Самоорганизация
Освен бедността и готовността си за работа, хората от селските райони носят със себе си и нещо друго. Кооперативния и демократичен дух на старите селски общини и задруги. Те са наследници на вековната традиция на взаимопомощта и самоуправлението. Традиции, които те успяват да съхранят в непрестанни сблъсъци с феодалната власт, която така и не успява да ги подчини напълно. С вливането си във фабриките и заводите, тези техни традиции и дух влизат в остър конфликт с капиталистическата експлоатация и дисциплина. И така, поради ужасяващите условия на труд, нищожното заплащане и несигурност в съчетание със свободния дух пренесен от селските райони, из цяла Англия започват спонтанно да се организират работнически задруги и сдружения, чрез които работниците си помагат помежду си и в същото време се борят за подобрение на условията, в които са поставени. Характерни за тези сдружения са демократичността и равнопоставеността между членовете, наследство от егалитарния начин на живот в селските общини и задруги.
С развитието на базирания на фабрично производство капитализъм, работниците за първи път започнаха да бъдат събирани в големи групи и поставяни в едни и същи ужасни условия на труд, в една и съща сграда, всекидневно. Естествено, на тях не им отне много време, за да се припознаят общите си интереси срещу своите началници и шефове. Това нарастващо чувство на класово съзнание е катализаторът, който доведе до организирани действия на работниците като класа. Западането на гилдиите, заедно със защитата която те предлагаха, направи все по-очевидно за работници, че те трябва да търсят нови форми на организация. Така те започнаха да формират съюзи за собствената си самозащита. Още през 1683, печатарите в Лондон започнаха да се организират в задруги, със система от санкции за „неспазване“ на правилата на задругата. Около края на осемнадесети век, правителството започна усилени действия за да постави тези примитивни съюзи извън закони. За да се предпазят от рестриктивното законодателство, работниците, започнаха да организират „приятелски общества“ за да прикрият своята тайна синдикална дейност. Това беше една успешна стратегия и приятелските общества бързо се разпространиха в повечето части на Великобритания. Тази форма на организация се оказа толкова ефективна, че в борбата срещу глада, причинен от покачващите се цени на храните през осемнадесети век, тя се разви до една самоорганизирана национална мрежа от приятелски общества на работническата класа.

### Класова война
18 век е белязан от стотици конфликти между капитала и работниците, повечето ескалиращи до пълномащабни сблъсъци граничещи с гражданска война. За 80-годишния период между 1760 и 1850 г. британската управляваща класа претърпява най-голямата атака срещу своята власт, организирана някога от работническата класа. Тези събития се случват в контекста на епохата на нерегулирания капитализъм, така наречения „laissez faire“, за който са характерни нерегламентирания работен ден (достигащ до 14, а понякога и до 16 часа), масовата експлоатация на детски труд, както и редуващите се кризи на свръхпроизводство оставящи стотици хиляди работници в прегръдката на глада за месеци. Собствениците на фабрики, правителството (което по това време е избирано от едва 3% от възрастното население – по-точно, от мъжете едри собственици), както и медиите са враждебно настроени към всяко обединение на работниците с цел да защитават правата си.
Още през 1795, премиерът Пит въвежда Закон, който забранява публичните събирания на хора. През 1799, са приети Комбинираните Актове които обявяват синдикалните сдружения за незаконни.
Интересен е приетия през 1797 закон, който прави полагането на клетва незаконно. Правителството отдава голямо значение на тази част от законодателството тъй като полагането на клетви е в основата на успешната организация на работниците, която гарантира секретност, както и солидарност. Не само че древните гилдии, а по-късно и синдикатите се организират чрез поемането на клетви, но това правят и другите организации на работниците, като политическите клубове и революционните конспирации. Чрез забраната на клетвите, правителството се надява да сложи край на методите, по които нелегалните организации на работническата класа са работели в продължение на стотици години.

### Гладните бунтове
Повечето историци отбелязват протестите на работническата класа срещу покачващите се цени на храните в края на 18 век като „гладни бунтове“. Масовите безредици и насилствени действия в този период до голяма степен се тълкуват като непланирани, дезорганизирани, отчаяни безредици. В действителност, много от така наречените „безредици“ са всъщност добре планирани и координирани. Синдикалните обединения са инструмент на работниците в тези организирани кампании, с който работниците съзнателно планират директни действия насочени към понижаване на цените на хранителните продукти. Въпреки отчаянието на работниците поради липсата на достойни условия за живот и ограничения достъп до храна, те са далеч от объркани и отчаяни поданици. Един ранен пример за реалния размер на планираната съпротива намираме в писмо на кмета на Ливърпул, който пише до министъра на вътрешните работи през 1772 г., в което твърди, че „на заседание на дърводелците в града, калфите планират „бунт“.
В действителност, много от „гладните бунтове“ от края на 18 век са били внимателно планирани. По долината на Темза през 1766, например, села и градове са патрулирани от големи групи работници, които наричат себе си „нередовните“ (Irregulars), и които налагат на спекулиращите търговци понижение на цените на храните. Друг пример за такъв тип организация намираме в Халифакс, през 1783 г., когато работници маршируват в града, строени в редове по двойки и принуждават търговците да продават овес и пшеница на фиксирани цени. Това са само малко от примерите за една широко мащабна организирана съпротива на работническата класа от този период Само през 1795 г. работници организират координирани директни действия в Карлайл, Нотингам, Нюкасъл, Корнуол и Лондон.
През декември 1800 г., магистратите в Шефилд, издават прокламация срещу „тайните срещи посещавани от много хора“, които се провеждат в полетата през нощта. Правителствени шпиони съобщават, че „съществува системна организация извършвана чрез тайни комитети, която подготвя въоръжени въстания“. През март 1801 г. тези страхове сред властта достигат в Лийдс и Хъдърсфийлд, където магистратите докладват на правителството, че се страхуват от „въстание, което съзрява в ниските слоеве.“ Подобни тайни срещи в крайградските ниви са докладвани от правителствени шпиони и в Йоркшир, Бирмингам, Лондон и Бристол.
През 1802 и 1803, до правителството достига информация за множество от тези конспиративни групи, като например един малък памфлет озаглавен „Адресиран до Обединените британци“, призоваващ да се обединят „в една верига от съпричастност „всички онези, които искат да свалят потисниците на нацията“. До правителството достигат и множество данни за събиране на пики, дървени колове и други оръжия, които усърдно се трупат в тайни складове по градове и села в подготовката на народно въстание, както и за добре организирани народни сдружения, готови да насочат съпротивата срещу високите цени на храната в революционна посока.
Освен нелегалните директни действия и конспиративни революционни организации на работниците и селяните, в същия период действа и организирано движение борещо се за установяване на минимална заплата по конституционен път. Въпреки легалната цел, самите кампании на движението са криминализирани и репресирани от властта, а неговите организации си сътрудничат с нелегалните радикални групи. Борбата за минимална работна заплата достига своя връх през 1807 когато са организирани множество петиции, стачки и демонстрации. Правителството отговаря сурово и много от участниците са арестувани, а исканията отхвърлени. Провалът на движението за минимална заплата да спечели реформа чрез конституционни методи подтиква много хора от работническата класа да се насочат към прякото действие. Например, след провала на петициите, организационните комитети от Ланкашър изоставиха конституционната реформа и всички заедно се обърнаха към Лудитизма.

### Лудитизма
Важно е да се направи разлика между известния имидж на Лудитизма и реалността. Популярният съвременен образ, че той е бил някакво недодялано назадничаво движение е толкова разпространен, че дори и днес нарицателното Лудит се използва пренебрежително към някой, който е подозрителен към новите технологии. Популярната историческа интерпретация описва лудитите като „простовати работници реагиращи срещу новата система като унищожават машините, които смятат за отговорни за техните проблеми“ (Е. Хобсбаум).
Всъщност Лудитите не са се опитвали да предотвратят технологичния напредък, нито са се страхували от новите технологии. Те са много силно свързани с кампаниите за въвеждане на минимална работна заплата с акцент върху предотвратяването на понижаването на заплатите. В допълнение, има доказателства, че много от целите на Лудитизма не са непосредствени, местни и реакционни, а революционни.
Името на движението идва от митичния млад работник Нед Луд, който унищожава два тъкачни стана през 1779 г. Лудитизма се корени в тайните организации на работническата класа, които продължават да се разрастват до средата на 18 век.
Движението започва в Нотингам около 1810 и се разпространява бързо в цяла Англия през следващите две години. Разрушени са хиляди тъкачни станове, изгорени са мелници, а стотици индустриални машини са разбити на парчета. Движението на Лудитите е добре организирано. Членовете не само полагат клетви, но също така плащат редовен членски внос. Лудитите се срещат през нощта в околностите на индустриалните градове, където планират своите действия и маневри. На тези срещи се сформират организационни комитети и се избират делегати, които се изпращат на регионалните събрания.
Тази сложна организация им позволява да сформират малки групи от Лудити, които успешно се изплъзват на властите, обикаляйки из индустриалните центрове на Англия и унищожавайки машините на тези работодатели, които понижават заплатите. Те влизат в сблъсъци с британската армия в Бъртън Мил в Мидълтън и при Уестотън Мил и двете в Ланкшир. Членове на Лудитите изпращат смъртни заплахи и организират атаки срещу магистрати и търговци. По това време, едри индустриалци, като Хийткот(Heathcote) изграждат тайни стаички във фабриките, където се крият по време на атаки.
Трима лудити, водени от Джордж Мелор, нападат и убиват собственика на мелница Уилям Хорсфол в Западен Йоркшир. По-рано, Хорсфол заявява че „конят му ще гази в реки от Лудитска кръв.“
Държавата започва репресии срещу Лудитите като арестува 60 души с обвинение, че са участници в Лудитското движение, въпреки че голяма част от тях нямат нищо общо с него. Част от подсъдимите са екзекутирани, а разрушението на машини е обявено за углавно престъпление. Лудитите влизат в множество битки, както с наемници на индустриалците, така и с редовната войска, които резултират в много убити или ранени и от двете страни.
В крайна сметка, правителството мобилизира толкова много войска срещу работниците (като бройка надвишава войската сражаваща се във войната срещу Наполеон в Испания), че лудитското движение постепенно бива смазано.

### Ранните Общи съюзи
След бурните събития, свързани с въстанията на Лудитите и „гладните бунтове“, идеята за работнически обединения еволюира и те се разрастват, заедно с разпространението на фабричните системи.
През 1817, въпреки че синдикатите са забранени, в Ланкашър е направен първия опит да се създаде общ съюз на работниците. Дотогава повечето работнически съюзи, следвайки традицията на старите гилдии, са обединени според занаят и по места. Въпреки че общия съюз не просъществува дълго, идеята за мащабно обединение продължава да се разпространява сред работниците.
След една неуспешна стачка на памучни работници в Ланкшир, те формират Големия Генерален Съюз на Оперативните Памучни Работници на Великобритания и Ирландия. След конференция в Манчестър през 1829 г., е решено съюза да се превърне в общ съюз наречен Национална Асоциация за Защита на Труда. За кратко време той печели 10 000 членове, обхващащи двадесет производствени сектора. Този общ съюз също е краткотраен и се разпада през 1832 г., след разгромена стачка организирана от него. През 1831 г. в Лондон е организиран Столичния Синдикат, в който се федерират редица работнически обединения. Тази организация, въпреки че отново е сравнително краткотрайна, е от голямо значение, тъй като от нея произлизат Националния съюз на Работническата Класа, чрез който се сформира Лондонската асоциация на Труда, от която тръгва идеята за Национална харта.
С идването на 1830 г., опитът да се формират общи съюзи започва да поема все по-голяма политическо-икономическа насоченост. Повлияни от филантропа Оуен и идеите на политическия икономист Рикардо, който твърди, че работниците са тези, които произвеждат богатството, работещите започват да се обръщат към идеята за замяна на капитализма с нова система, основана на кооперативна продукция с нестопанска цел. Идея, която е в пряка връзка с по-късното развитие на анархо-синдикализма

### Гранд Национал
През 1830 е сформиран първия траен национален общ работнически съюз наречен Гранд Национал, който бързо се разраства до половин милион души, включващ и несиндикализирани до този момент работници от земеделския сектор и жени.
Целта на Гранд Национала е пълно премахване на капитализма и системата на конкуренцията и заместването им с кооперативна система базирана на работнически контрол над производството. Към това се прибавят и други типично анархо-синдикалистки идеи и по-специално идеята за създаване на един голям синдикат, който обединява всички работници с цел контрол над промишлеността чрез пряко участие на работниците на основата на солидарността и взаимопомощта.
Правителството отговаря на това обединение между индустриалните и селскостопанските работници с тежки репресии. 19 мъже са обесени, други 644 са затворени, а 481 депортирани.
Заедно с правителствените репресии, работодателите също разработват тактики, насочени към ограничаване на разрастващите се работнически обединения. Те започват да практикуват локаут (уволнение на всички работници от дадено предприятие наведнъж), както и да принуждават работниците да подписват документи, че няма да се обединяват помежду си. Изправени пред такава правителствена и капиталистическа репресия и поради липсата на средства, заради финансовата подкрепа, която работническия съюз оказва на многобройните стачки провеждани през този период, Гранд Националът започва да се раздробява и се срива около 1835 г.

### Чартистите
Идеята за общо обединение на работниците за преследване на общи цели намира свое продължение в Чартизма. Вдъхновени от Гранд Национала, работниците са допълнително радикализирани от въвеждането на новия Закон за Бедняците, според който работници, които са останали без работа заради съкращения или изместени от машините, трябва да бъдат въдворявани насилствено в трудови домове, където да работят без заплащане.
Въпреки че като цяло Чартизма е реформистко движение, борещо се за всеобщи изборни права и премахване на имуществения ценз, в него има голямо радикално крило с далеч по-революционни цели. Изключително влиятелен в движението е революционера Томас Спенс, който обявява, че земята и собствеността трябва да бъдат насилствено отнети от аристокрацията и върнати на хората. Той и неговите последователи разработват за първи път идеята за Генерална Стачка, в случая, като средство за оказване на натиск върху правителството за приемане на Хартата на чартистите.
Чартистите представят пред парламента първата си Харта подкрепена с 1 милион подписа през юли 1839. Всички техни искания са отхвърлени. След този неуспех, Чартистите приемат идеята за Генерална Стачка, която те наричат Голямата Ваканция – един месец, в който всички работници спират да работят за да принудят парламента да приеме реформите предложени в Хартата. Идеята за Голямата Ваканция е приета от общия конгрес на Чартистите и е насрочена дата за нейното провеждане. Въпреки това, с наближаването на набелязаната дата започват проблеми в движението, като голяма част от работниците настояват, че не са достатъчно добре подготвени за такъв голям сблъсък, и че преди това трябва да бъдат по-добре въоръжени в лицето на очакваните репресии. Накрая, 2 дни преди набелязания ден, конгресът на Чартистите отменя Голямата Ваканция. Въпреки отмяната, някои от по-радикалните работници провеждат демонстрации и влизат в сблъсъци с войниците, например при Нюпорт, където 24 миньори са убити от военните.
След провала на Голямата Ваканция и след още две опита Хартата да бъде внесена в парламента срещнали отказ, Чартисткото движение се разпада. Но идеята за Генерална Стачка ще се превърне в основен елемент на зараждащото се анархо-синдикалистко движение. Краят на чартисткото движение бележи и края на опитите за радикална промяна извършена от работниците чрез преки действия и създаване на работнически организации независими от английската държавата. След Чартизма, на острова все повече се разпространява идеята за електорална борба чрез представители на работниците в парламента, която в крайна сметка води до създаването на Работническата партия (Labour Party) от английските профсъюзи. Идеите за пряко действие, генерална стачка и борба независима от и срещу държавата обаче се пренасят с нова сила на континента.

### Времето на революциите
С разпространението на капитализма извън Великобритания, европейските общества се радикализират все повече, достигайки връхна точка в средата на 19 век и светът вече никога няма да бъде същия.
Социалното напрежение избухва през 1848 г., когато цяла Европа е залята от революции представляващи най-мащабната всеобща гражданска война в историята на континента. Бунтуват се всички – селяните, които искат да заличат остатъците от феодализма, работниците, които се борят за всеобщи избирателни права и икономически промени насочени срещу капитализма, бунтува се и буржоазията с искане за повече индивидуални права и за разделяне на църквата от държавата (нещо за което се борят и работниците), бунтуват се дори и провинциалните благородници срещу абсолютизма и монархията. Голяма част от целите на буржоазията, работниците и селяните се припокриват, но разделенията скоро излизат на дневен ред. Това е периода, в който изкристализират всички политически категории, които използваме днес – либерализма, социализма, национализма. Всяко от новите течения започва да завзема местата освободени от рухващия феодализъм и неговите институции. Европа се разделя на национални държави, а парламентаризмът разделен между либерали и консерватори се настанява удобно в тях. Единствените, които остават изключени от „красивия нов свят“ са работниците и селяните, които така и не получават политическа власт, а икономическото им положение се влошава все повече вследствие на разпространението на капитализма и това при все, че те са на първа линия в революциите, изнасят основната им тежест и дават най-много жертви.

### Учредяване на Първия Интернационал
В годините след революционната 1848 г., работниците и техните организации започват паневропейски диалог започнал като механизъм за справяне с общи практически проблеми, като например реакция срещу внасянето на чуждестранни работници с цел смазване на стачки. В същото време, сред работниците в Европа вече са добили известност идеите за демокрация на Чартистите, като и социално-утопичните идеи на Оуен, Фурие, Прудон и Сен Симон. Широките обществени маси все повече осъзнават общите си проблеми и започват да търсят общо решение за тях. Това води до редица срещи между различните работнически организации, част от които скрити зад странни имена, като „Филантропично дружество“ за да избегнат преследването от закона.
Така се стига до голямата международна среща на 28 септември 1864 г. в Зала Сейнт Мартин в Лондон. На срещата присъстват широк спектър от европейски радикали, включително английски Оуенисти, френски последователи на Прудон и Бланки, ирландски и полски националисти, италиански републиканци, и германски социалисти, както и лидери на различни профсъюзни работнически организации. На срещата единодушно се взема решение да бъде създадена международна организация на работниците. Това е началото на Международната Работническа Асоциация (IWA – International Workingmen’s Assosiation).
Академикът Карл Маркс присъства на учредителния конгрес, въпреки че не взема пряко участие в дебатите. Въпреки това, той е натоварен с разработването на програма за организацията. Асоциацията има огромно влияние сред работниците, като в нея членуват около 8 милиона души. На първия конгрес в Женева е взето решение борбата за 8-часов работен ден да бъде най-важната непосредствена цел пред организацията. Обсъждани са и теми около функционирането на бъдещото общество, след отхвърлянето на капитализма, като тези обсъждания резултират във всеобщото съгласие относно принципа на колективна собственост.

### Конфликтът между Маркс и Бакунин
Въпреки това, интернационалът е раздиран от остри противоречия и разделения. Германската, английската и (немскоезичната) швейцарска групи подкрепят държавно-комунистическата, централизирана програма на марксистите, а белгийската, френската, испанската и (френскоезичната) швейцарска групи застават зад анархисткия подход, който се застъпва за федерализъм, въз основа на пряк работнически контрол.
Този спор, който историците обичат да описват като сблъсък между Маркс и Бакунин, всъщност е сблъсък между две многобройни групи сформирани около държавно-централистичните идеи от едната страна и около федералистично бездържавните идеи от друга. Маркс и Бакунин просто са най-вокалните застъпници на едната и другата теза.

### Марксиската позиция
В сърцето на марксисткия аргумент е идеята на Маркс, че „завладяването на политическата власт е първата задача на работниците“. Според защитниците на тази теза, така работниците ще поемат контрола над държавата и ще използват нейните механизми за да премахнат капитализма. Следователно, за марксистите „Основната цел е формирането на политически групи (партии), чиято цел е да овладеят държавната власт и да създадат работническо правителство. След като поемат контрола над правителството, работниците ще използват силата на държавата за да отчуждят земята и промишлеността от капиталистите и земевладелците. Икономиката след това ще се администрира от държавата, в полза на работническата класа. Ако работниците не могат да спечелят контрол чрез избори, тогава трябва да има политическа революция, за да се доберат до държавната власт и да създадат правителство на базата на „диктатурата на пролетариата“. Концепцията в центъра на марксисткото мислене е, че социалната революция може да се случи само след политическа революция, въз основа на която да бъде спечелен контрола над държавата.
Първата марксистка партия – Германската социалдемократическа партия, основана през 1869 г., отразява именно тези идеи. Нейната програма твърди, че „завладяването на политическата власт е необходимо условие за икономическата еманципация на пролетариата“ и така непосредствената цел на партията трябва да бъде да се организира кампания, която да се бори за всеобщо избирателно право и други политически права. Нейна крайна цел е създаването на пан-германска държава.
Идеята, че социалната революция може да се осъществи чрез държавата почива до голяма степен на марксистката доктрина на икономическия детерминизъм. Той се основава на предпоставката, че естеството на икономическата система определя характера на обществото като цяло. Следователно политическите и социални условия се определят от икономиката. За да промени политическите и социални условия, трябва само да се промени икономиката и така самия акт на работниците, които премахват капитализма и поемат контрол над икономиката автоматично ще сложи край на експлоатацията и ще доведе до социално и политическо равенство.
Детерминизмът има и по-широк смисъл обхващащ марксистките теории за държавата. Държавата се разглежда от тях като инструмент на доминиращата икономическа класа, чрез който тя администрира обществото. След унищожението на капитализма и преобразуването на икономиката в колективна собственост, държавата ще се превърне в инструмент на работниците и може да започне да управлява икономиката от тяхно име. Допълнителен аргумент, използван от марксистите е, че икономиката, първоначално би трябвало да бъде под контрола на държавата, тъй като работниците нямат достатъчно опит за да управляват обществото. Те виждат в „диктатурата на пролетариата“ чисто „преходен период“, през който работниците ще бъдат обучени за да поемат управлението на обществото. Държавата при социализма в крайна сметка би трябвало да стане излишна и „да изчезне сама“.

### Анархистката позиция
Анархисткото крило в Първия интернационал, въпреки стремежа към една и съща крайна точка – егалитарното, безкласово общество, предлага коренно различен подход за постигането му. Анархистите не приемат чисто политическата програма, насочена към овладяване на държавната власт и отхвърлят категорично идеята, че работниците трябва да подкрепят парламентарни кандидати и да участват в кампании за политически реформи. Те също така отхвърлят идеята за политически революции, насочени към създаване на правителство на работниците.
Анархистите заявяват, че политическите права, като например свободата на сдружаване, не трябва да бъдат изолирани от икономическата борба: тези права, твърдят те, могат да бъдат гарантирани само чрез икономическа борба. Ето защо, те отхвърлят чисто политическата борба изразяваща се в сформиране на политически партии на работниците. Вместо това, те се застъпват за самоорганизация на работниците в икономически организации (синдикати), които ще се използват чрез пряко действие за да се борят за икономически и социални промени водещи към колективна собственост.
Целта на тези синдикати е постоянно да свързват всекидневната борба за непосредствено подобрение на условията с по-широката борба срещу капитализма. В краткосрочен план те ще организират стачки и други преки действия срещу капитализма. В по-дългосрочен план, тази постоянна борба ще доведе до социална обща стачка (генерална стачка), по време на която капитализмът ще бъде свален и заменен с едно общество, в което хората ще контролират своите индустрии и общности.
Анархистката програма е приета от Алианса в Женева в следния вид:
„Алиансът отхвърля всички политически действия, които не са насочени към непосредствения триумф на работниците над капитализма. Следователно той определя като своя крайна цел премахването на държавата. Държавите трябва да се заменят с универсална федерация на местните асоциации функциониращи чрез и във свобода. „
Акцентът върху „свободата“ в програмата на Алианса е важен, защото понятието за свобода лежи в центъра на анархисткото мислене. Въпреки че анархистите в рамките на Интернационала приемат марксистките икономически аргументи, те твърдят, че не всички неравенства се коренят в икономическото неравенство. Според анархистите, те също така може да произтичат от неравнопоставените властови отношения, при които дадено лице, или групи от физически лица, могат да извършват принуда над другите. Те твърдят, че за да се предотврати това, обществото трябва да бъдат организирано по демократичен начин, въз основата на свободно сдружаване.
За анархистите, същността на бъдещото общество е в способността на хората да се обединяват доброволно, при равни условия, за да могат да решават какво е най-добре за тях като цяло.
Анархистите твърдят, че новото общество не трябва да бъде управлявано от горе надолу, а трябва да бъде пряко администрирано от народа от долу нагоре. С други думи, хората трябва да се събират заедно, при равни условия, за да решават сами относно своите колективни нужди и цели и как най-добре да ги осъществят. Ако този процес не се осъществи и властта остане в ръцете на малцина, тогава социалното неравенство ще продължи да съществува.
В аргумента, че не всички неравенства произхождат от икономическата система, анархистите оспорват марксисткия икономически детерминизъм. Те също така отхвърлят идеята, че държавата би могла да се използва като инструмент за еманципация на народа. За анархистите, фактът, че капиталистическия парламент би бил елиминиран не е достатъчен, за да се гарантира, че държавата ще действа в интерес на народа. Те твърдят, че държавният контрол, по своята същност, се основава на принципите на малцинството над мнозинството.
За анархистите, перспективата за държавно премахване на пазарния капитализъм и частната собственост не означава, че държавата ще действа по различен начин и в посока на постигане на социално равенство. Те отхвърлят като наивна и надута марксистката идея, че, в новата „работническа държава“, „Научните социалисти“ ще управляват обществото в името на работниците. Вместо това, те прогнозират, че „научните социалисти“ биха били по-склонни да използват властта си за да образуват нов управляващ елит и така марксистката държавата не би се основавала на диктатура на пролетариата, а на диктатура на една нова привилегирована политико-научна „класа“ от научни социалисти. Според анархистите, докато текущата държава упражнява власт над мнозинството на базата на собствеността върху икономиката, новите социалистически диктатори също биха основавали своята власт над мнозинството на базата на тоталния си контрол върху икономиката. Резултатът ще бъде, че социалното равенство ще си остане само мечта.
Анархистите смятат, че държавната власт, независимо дали въз основа на парламентаризма, или на революционната диктатура, е върховенство на малцинството над мнозинството, и следователно е несправедлива. Без значение каква форма приема държавата, тези, назначени да управляват и администрират ще функционират като управляваща класа, придобивайки в процеса на упражнение на властта и привилегиите на управляваща класа. Като такава, държавата се разглежда като класа сама по себе си, действаща от свое име. Освен това, една управляваща класа, основана на пълен държавен контрол, ще разполага със средствата да се превърне в един от най-мощните елити в историята, тъй като марксистката държава се стреми не само да контролира икономиката, но и целия държавен апарат, включително армията и полицията.
Анархистите твърдят, че програмата, която марксистите желаят да бъде приета от Интернационала, основана на „Комунистическия манифест“, написан от Маркс и Енгелс, не би довела до еманципация на работниците, а до тяхното поробване.
Например Бакунин заявява:
„Изграждането на мощна централизирана революционна държава неизбежно ще доведе до създаването на военна диктатура … тя отново ще осъди масите, ще ги регулира с укази, и ще доведе до стагнация … до робство и експлоатация извършвани от новата квази-революционна аристокрация“,
Това се оказва смразяващо точно предсказание за бъдещата съветска държава. За анархистите, държавата е репресивна по своята същност. Според Бакунин – основната причина за бедите на хората;
„Не се корени в някоя специфична форма на управление, а в самия принцип на управлението и в самото съществуване на управление, без значение под каква форма съществува то“